# Willy Gilbert
Willy Carl Jens Gilbert (ur. 10 września 1881 w Küstrin, zm. 20 czerwca 1956 w Fjaler) – norweski żeglarz, olimpijczyk, zdobywca złotego medalu w regatach na Letnich Igrzyskach Olimpijskich w 1920 roku w Antwerpii.
Na Letnich Igrzyskach Olimpijskich 1920 zdobył złoto w żeglarskiej klasie 10 metrów (formuła 1919). Załogę jachtu Mosk II tworzyli również Charles Arentz, Robert Giertsen, Arne Sejersted, Halfdan Schjøtt, Trygve Schjøtt i Otto Falkenberg.